# LVMH Tower
La LVMH Tower es un rascacielos de 24 pisos en East 57th Street en Manhattan (Nueva York). Es la sede en Estados Unidos de LVMH Moët Hennessy Louis Vuitton SE. Fue diseñado por Christian de Portzamparc y se inauguró en 1999.

## Historia
La construcción comenzó en 1996, pero el trabajo se detuvo en gran medida durante cuatro años por desacuerdos sobre el financiamiento con el propietario, Robert Siegel, y problemas logísticos con la fabricación de los componentes en varios países. Se inauguró el 8 de diciembre de 1999, con una gala que incluyó a una modelo con un vestido Galliano cuyo tren de 60 pies caía en cascada por la fachada.

## Diseño

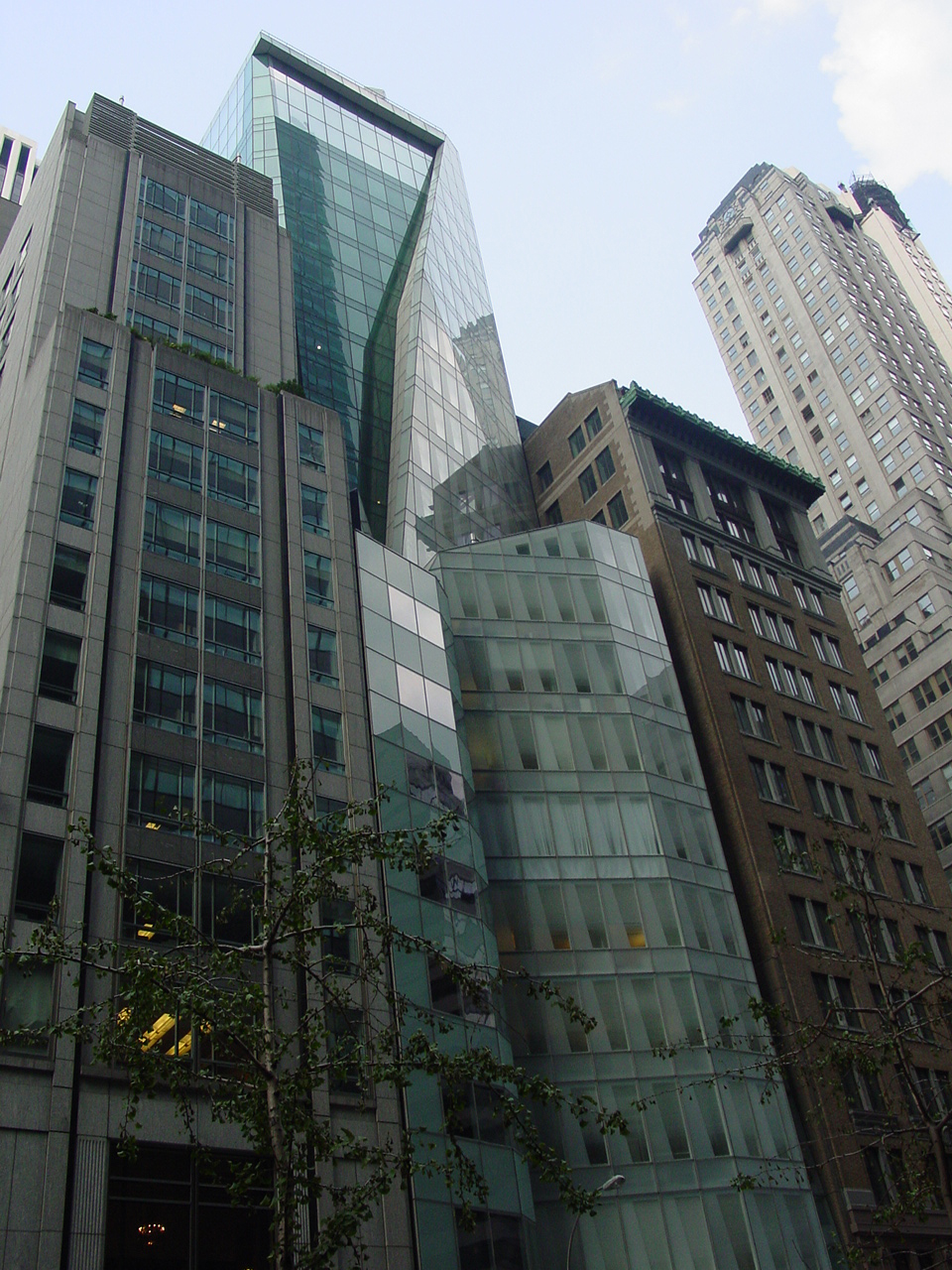
LVMH Tower vista desde la calle 57

El edificio ocupa un sitio estrecho entre un banco de la década de 1920 y la sede estadounidense de Chanel SA en 1995 (diseñado por Charles Platt después de que de Portzamparc había completado su diseño para la LVMH Tower) y al otro lado de la calle desde 590 Madison Avenue, una gran torre construida para IBM.
A diferencia de todos estos, está revestido de vidrio. Una base de once pisos incluye un espacio de tienda a nivel del suelo para Christian Dior, diseñado por Peter Marino, con una tira de metal encima que actúa como un elemento unificador.
La torre en sí tiene una fachada angular compleja dividida en dos secciones en diagonal, con el lado derecho (este) sobresaliendo y doblado en el medio, produciendo una geometría que ha sido descrita como femenina, como la caída de una falda sobre una curva. rodilla, y también, incluso por el propio de Portzamparc, como los pétalos desplegados de una flor.
Un cubo de vidrio azul en el centro del pliegue del décimo piso se asemeja a una gema. El vidrio del lado izquierdo (oeste) es verde, con puntos fritados; en el lado derecho, es de color blanco lechoso, con cada ventana dividida en ángulo en una mitad pulida con chorro de arena y una mitad clara con líneas pulidas con chorro de arena que se hacen más anchas en los pisos más altos.
La fachada también utiliza vidrio ultra claro con bajo contenido de hierro. Ha sentado un precedente para otros edificios erigidos por fabricantes de artículos de lujo.
Por la noche, la parte blanca del edificio se ilumina en verde pálido y violeta y la otra mitad retrocede; Los tubos de neón debajo del pliegue frontal brindan una barra de luz de color cambiante.
La fachada plegada con su saliente es una interpretación innovadora del requisito de contratiempos en el código de construcción de la ciudad de Nueva York, con un vacío en la sección inferior y con la sección superior doblada hacia afuera en forma prismática. en lugar de una forma de "pastel de bodas". Hacer que el edificio toque la línea de retroceso obligatoria en los dos puntos mínimos y doblarlo hacia adentro desde la base hasta la parte superior hizo posible que fuera más alto que el vecino Chanel.
Cada negocio dentro del grupo LVMH tiene su propio piso. El diseño interior, realizado por Hillier Group, los arquitectos asociados estadounidenses de Portzamparc en el proyecto, presenta vidrio, madera prensada y metal en el vestíbulo del ascensor y un espacio de recepción cúbico acristalado en el piso superior, de tres pisos o treinta pies de altura. posible gracias a los ahorros en el espacio del piso de abajo, que LMVH llama la Sala Mágica. Se ingresa de manera dramática por una escalera curva desde un entrepiso.

### Adición proyectada
Una adición planificada, que incluía un obelisco que hacía eco del edificio IBM y una losa de vidrio sinterizado en la esquina de Madison Avenue, se canceló en 2001 debido a la recesión económica.

## Recepción de la crítica
La Torre LMVH ha recibido elogios de los críticos de arquitectura. La revista  Architecture la calificó como "una de las estructuras más serias y significativas de la ciudad en los últimos años". Ada Louise Huxtable, escribiendo en el Wall Street Journal, lo llamó "el epítome de la elegancia refinada y controlada", "el mejor edificio nuevo de Nueva York — no en pequeños grados sino por el equivalente a un tiro en salto a la luna". Herbert Muschamp, escribiendo en The New York Times, lo llamó "[el] edificio más importante que se completará en Nueva York en años... [una reinvención del] espíritu del art déco", pero dijo que en lugar de simplemente imitar los rascacielos Art Deco del pasado, el edificio "deforma el estilo para revitalizar su espíritu fresco y jazzístico".
Paul Goldberger, escribiendo en The New Yorker, lo llamó "exactamente el adecuado para la ciudad en este momento", "un edificio lírico impresionante"; sin embargo, con la excepción de la "Sala Mágica", se sintió decepcionado por los interiores,llamando a las oficinas "espacios planos y aburridos". El crítico de Architecture también llamó a esto "el único gran espacio" y se refirió a los ascensores y oficinas como "abarrotados, no glamorosos" y "llenos". Huxtable notó que el pequeño vestíbulo tenía la intención de parecer más grande por medio de paneles de vidrio blanco iluminados, pero en su opinión, la adición de decoración había derrotado el efecto.